# 니이주쿠촌
니이주쿠촌(二井宿村)은 야마가타현 히가시오키타마군에 있던 촌이다. 현재의 다카하타정 니이주쿠에 해당한다.

## 역사
- 1889년 4월 1일 - 정촌제 시행에 의해 근세이후의 니이주쿠촌이 단독으로 자치체를 형성하였다.
- 1954년 10월 1일 - 다카하타정, 야시로촌, 가메오카촌, 와다촌과 합병해 다카하타정이 성립. 동일 니이주쿠촌은 폐지되었다.

## 교통

### 철도
- 야마가타 교통
  - 다카하타선

### 도로
- 시치카슈쿠 가도(현 국도 113호)

## 참고문헌
- 角川日本地名大辞典 6 山形県